# The Gates of Slumber
The Gates of Slumber was een Amerikaanse doommetalband uit Indianapolis, Indiana. De band is in Duitsland en het Verenigd Koninkrijk beter bekend dan in hun geboorteland de Verenigde Staten. Hun eerste publicatie in de Verenigde Staten was Conqueror uit 2008, uitgebracht bij Profound Lore Records.

## Bezetting
Laatste bezetting
- Karl Simon (zang, 1997–2013; basgitaar, 1997–1999; gitaar, 2000–2013, 2019–heden)
- Chuck Brown (drums, 1997–1999, 2003–2004, 2019-heden)
- Steve Janiak (basgitaar, 2019–heden)

Voormalige leden
- Dr. Phibes (basgitaar, 2000–2002)
- Jamie Walters (drums, 2000–2002)
- Brad Elliott (basgitaar, 2002–2003)
- Chris Gordon (drums, 2002–2003)
- Jason McCash †2014; (gitaar, 1997–1999; basgitaar, 2003–2013)
- Bob Fouts †2020; (drums, 2005–2010, 2012–2013)
- Jerry Clyde †2016; Paradis (drums, 2010–2012)

## Geschiedenis
De band werd in 1997 opgericht door Karl Simon als The Keep met zichzelf op zang en bas, Jason McCash op gitaar en Chuck Brown op drums. De band bracht twee demo's uit, waarna McCash en Brown in 1999 vertrokken. Simon schakelde over op gitaar en hernoemde de band The Gates of Slumber. In 2000 rekruteerde hij bassist Dr. Phibes en drummer Jamie Walters. Echter, persoonlijkheids- en verplichtingsbotsingen leidden ertoe dat Phibes en Walters de band verlieten, waardoor Simon Brad Elliott en Chris 'The Fist' Gordon binnenhaalde als vervangers. Deze bezetting was ook van korte duur en de oorspronkelijke bezetting van Jason McCash en Chuck Brown verving Elliot en Gordon op bas en drums in 2003.
Deze bezetting duurde tot 2005, toen conflicten tussen Brown en de rest van de band tot zijn vertrek leidden. Na kort vervangen te zijn door een terugkerende Gordon, viel de positie van drummer terug naar 'Iron' Bob Fouts. Deze bezetting duurde vijf jaar tussen 2005 en 2010, de langst bestaande bezetting in de geschiedenis van de band. In 2010 werd Fouts vervangen door Jerry 'Cool' Clyde Paradis, die twee jaar lid was van de band, totdat hij in 2012 werd vervangen door de terugkerende Fouts. Langdurig lid Jason McCash verliet de band in september 2013 en Simon en Fouts besloten de band kort daarna, in september 2013, te ontbinden.

## Overlijden
Karl Simon kondigde aan dat Jason McCash op 5 april 2014 op 37-jarige leeftijd was overleden aan een overdosis heroïne en dat hij als gevolg daarvan The Gates of Slumber nooit opnieuw zou formeren. In april 2019 besloot Karl Simon echter de band opnieuw te formeren met de oorspronkelijke drummer Chuck Brown en de nieuwe bassist Steve Janiak. Jerry Clide Paradis overleed in 2016 op 46-jarige leeftijd door een zonnesteek. Bob Fouts overleed op 28 april 2020 op 45-jarige leeftijd. Er werd geen doodsoorzaak onthuld.

## Discografie
Studioalbums
- 2004: ...The Awakening (Final Chapter)
- 2006: Suffer no Guilt  (I Hate Records)
- 2008: Conqueror (I Hate Records / Profound Lore)
- 2009: Hymns of Blood and Thunder (Rise Above Records)
- 2011: The Wretch (Rise Above Records)

Ep's
- 2005: Like a Plague upon the Land (Hellride Music)
- 2006: God Wills It  (Slumbering Souls records)
- 2008: The Ice Worm's Lair
- 2010: The Hyena Sessions
- 2013: Stormcrow

Singles
- 2011: The Jury

Compilaties
- 2007: Villain, Villain  2lp compilatie (Metal Supremacy)
- 2009: Chronicles of True Doom  4lp compilatie (Iron Kodex Records)

Splits
- 2007: The Gates of Slumber / The Dream is Dead  split ep (Relapse Records)
- 2007: From Ultima Thule split cd met Spiritus Mortis (Emissary Records)
- 2008: The Gates of Slumber / Crowning Glory split 7" (Rise Above Records)

Demo's
- 2000: Blood Encrusted Deth Axe demo
- 2002: Sabbath Witch demo
- 2004: The Cloaked Figure demo

Compilatie bijdragen
- 2004: Chariots Arrive Again Vol.2 comp (Foreshadow Productions)
- 2004: A Dark World comp (Final Chapter)
- 2004: CM Disro Sampler 2004  comp (Century Media)
- 2007: Constant Migraine comp cd (Constant Migraine Records)

## Tijdlijn
Timeline